# Thornton (Lancashire)
Thornton (tworząc razem z pobliskim Cleveleys miejscowość Thornton-Cleveleys) – wieś w Anglii, w hrabstwie Lancashire, w dystrykcie Wyre. Leży 68 km na północny zachód od miasta Manchester i 327 km na północny zachód od Londynu.